# Wadym Malachatko
Wadym Wolodymyrowytsch Malachatko (ukrainisch Вадим Володимирович Малахатько; * 22. März 1977 in Kiew; † 5. Juni 2023 ebenda) war ein ukrainischer Schachspieler.

## Leben
Wadym Malachatko war Schüler der Kiewer Schachschule Avantgard. Sein Schachlehrer dort war Alexej Kosikow. Er war mit der Frauengroßmeisterin (WGM) und Internationalen Meisterin (IM) Anna Zozulia verheiratet und Vater zweier Kinder. Seit Januar 2007 spielten er und seine Frau für den belgischen Schachverband.
Wadym Malachatko wurde am 5. Juni 2023 tot in seiner Wohnung aufgefunden, nachdem er am Vortag noch an einem Schnellschachturnier teilgenommen hatte. Er starb infolge eines Herzinfarktes im Alter von 46 Jahren und wurde am 7. Juni auf dem Kiewer Baikowe-Friedhof bestattet.

## Erfolge
Den Großmeister-Titel erhielt Malachatko 1999.
Für die Ukraine spielte Malachatko auf der Schacholympiade 2000 in Istanbul am zweiten Reservebrett, die Ukraine landete auf Platz drei. Auch beim Sieg der ukrainischen Mannschaft 2001 in Jerewan bei der Mannschaftsweltmeisterschaft spielte er am zweiten Reservebrett, während er bei der Mannschaftseuropameisterschaft 2001 in León am vierten Brett spielte.
Im Jahre 1977 gewann er die ukrainische U20-Meisterschaft. 1997 und 1998 nahm Malachatko an der ukrainischen Einzelmeisterschaft teil, die in Aluschta ausgetragen wurde, und belegte jeweils den fünften Platz. In den Jahren 1999 und 2004 wurde er Kiewer Meister. Im Jahre 2004 gewann er das Internationale Open in Pic d'Anie, das Internationale Open in La Fère, das 3. Chess Open in Condom und das FE-Turnier in Bergamo. 2005 gewann er die Bad Zwestener Schachtage, das ZMD Open in Dresden und das Mielenska Perla Baltiku-Turnier in Mielno. 2006 gewann er im Januar das Hilton Open in Basel, im März das International Master Tournament in Brügge, im Juni den Coppa Citta' die Monti auf Sardinien und im Juli den Politiken Cup in Taastrup. Im Oktober 2006 wurde er in Warschau hinter Yuri Drozdovski Zweiter bei der Europäischen Schnellschachmeisterschaft. Im Januar 2007 gewann er erneut das Hilton Open in Basel und im Oktober 2007 wurde er punktgleich hinter Rainer Buhmann Zweiter bei der Winterthurer Schachwoche. Im Januar 2008 gewann er nach Sonderwertung den 83. Internationalen Kongress in Hastings, im Juli 2008 das Versterhavsturneringen, auch North Sea Cup genannt, in Esbjerg, im August 2008 ein Großmeister-Turnier in Panevėžys und im Februar 2009 mit einem halben Punkt Vorsprung das Arcapita International in Manama sowie das 17. Fajr International auf Kisch.
Vereinsschach spielte Malachatko im ukrainischen, französischen, und spanischen (2007 und 2008 für die internationale Schachschule Kasparow-Marcote) Ligabetrieb. In der deutschen Schachbundesliga spielte er von der Saison 2007/08 bis zur Saison 2011/12 für den SV Mülheim-Nord. In Belgien gewann er mit Club Bredene in der Saison 2007/08 die Mannschaftsmeisterschaft.
Bis April 2009 führte Malachatko die belgische Elo-Rangliste an.